# Parafia św. Wojciecha w Rzeczycy Długiej
Parafia świętego Wojciecha w Rzeczycy Długiej – parafia rzymskokatolicka znajdująca się w diecezji sandomierskiej w dekanacie Pysznica. Erygowana została w 1986 roku przez biskupa Ignacego Tokarczuka.